# Rigoberto Urán
Rigoberto Urán Urán (Urrao, 26 de enero de 1987) es un exciclista profesional colombiano, que compitió en las modalidades de ruta en la categoría UCI WorldTeam. Ha anunciado su decisión de retirarse del ciclismo en 2025 para enfocarse en sus negocios personales.
Conocido por su destacado desempeño en el ciclismo de ruta, donde ha logrado importantes triunfos a nivel internacional. Entre sus logros se incluye la medalla de plata en el ciclismo de ruta en los Juegos Olímpicos (Londres 2012). Además, ha obtenido victorias de etapa en el Giro de Italia, logrando el segundo lugar en las ediciones 2013 y 2014, así como el segundo lugar en el Tour de Francia 2017. A lo largo de su carrera, ha competido en las tres grandes vueltas, destacándose por su capacidad en etapas de montaña y contrarreloj. Su carisma y dedicación al deporte lo han convertido en un referente del ciclismo colombiano.
Anteriormente, Rigoberto Urán compitió para equipos como el Caisse d'Epargne, el Sky y el Omega Pharma-Quick Step. Aunque se destacó principalmente como un ciclista escalador, también tuvo un buen desempeño en las pruebas de contrarreloj. En el Tour de Romandía 2014, logró un cuarto lugar en la contrarreloj, y en la Vuelta a España 2014, fue segundo en la contrarreloj de Borja, detrás del tres veces campeón mundial, el alemán Tony Martin. Su actuación más destacada en este tipo de pruebas fue en la contrarreloj de Barolo durante el Giro de Italia 2014, donde se puso la maglia rosa de líder.

## Biografía
Urán vivió en Urrao, Antioquia, un pueblo situado a 140 kilómetros de Medellín.
Sus padres son los primos Rigoberto de Jesús Urán Zapata, quien fue asesinado por un grupo de paramilitares cuando él tenía 14 años, pocos meses después de haberlo introducido en el mundo de la bicicleta, y de Aracely Urán. El joven ocupó entonces el puesto de su padre como vendedor de chance para mantener a su familia (el chance es un juego de azar que se realiza con las últimas cifras de la lotería). A los 16 años, se marchó a Medellín para correr en el Orgullo Paisa, un equipo ciclista colombiano. En 2004 y 2005 ganó la Vuelta del Porvenir, en 2004 y 2005, una vuelta que es considerada la vuelta a Colombia junior.

## Carrera profesional

### Debut en Europa

#### 2006: inicios en Italia
Debutó como profesional en el año 2006 con el equipo italiano Team Tenax. En una carrera sobre el pavé tuvo una caída y se fracturó la clavícula.

#### 2007: estreno ProTour y primeras victorias
En 2007 corrió en el Unibet.com, de categoría ProTour, después de que la formación sueca hubiera pagado su cláusula de rescisión.
Marcó el mejor tiempo antes de la suspensión de la etapa en la contrarreloj de la Euskal Bizikleta, disputada en Abadiano. Dicha situación tuvo lugar en unas condiciones especiales debido a que cuando Urán ya había marcado su tiempo y faltaban por salir los seis primeros clasificados de la general se suspendió la prueba debido a un brusco cambio meteorológico en el que tras encapotarse el cielo se produjo un temporal de lluvia y viento, llegando a temerse por la integridad física de los corredores que aún no habían tomado la salida en caso de que se siguiera disputando la contrarreloj. De esa forma, los tiempos marcados no tuvieron valor a efectos de la clasificación general, que se decidiría un día después en la jornada final con la tradicional ascensión a Arrate.
Ganó una etapa en la Vuelta a Suiza. En la Vuelta a Alemania se fracturó los dos codos y la muñeca izquierda, lesiones por las que le fueron colocadas unas placas que no le serían retiradas hasta febrero del siguiente año.
Su equipo Unibet.com se desintegró al final del 2007 al retirarse su principal patrocinador, ya que a pesar de tener la categoría Pro Tour no se le permitió correr en clásicas del calendario todas pertenecientes a la ASO, ni tampoco ninguna de las tres grandes vueltas. Todo esto debido a que su patrocinador principal se trataba de una casa de apuestas, que no era permitido por la ASO, aunque si permitía otros como FDJ (Francaise des Jeux) y PMU (Pari Mutuel Urbain) de origen francés, no se pudo obtener el dinero suficiente para su continuación y los corredores fueron liberados de sus contratos en búsqueda de un nuevo equipo.

### Progresión en el Caisse d'Epargne de Unzué
En noviembre de 2007 fichó por el Caisse d'Epargne de categoría ProTour con un contrato por dos temporadas. La escuadra, dirigida por Eusebio Unzué y continuadora de la estructura del Banesto, contaba con corredores como Alejandro Valverde, Joaquim Rodríguez, Luis León Sánchez o David Arroyo. Su llegada se produjo al mismo tiempo que la de su compatriota Marlon Pérez.

#### 2008: podios en Cataluña y Lombardía
En 2008 fue segundo en la Volta a Cataluña, por detrás de Gustavo César Veloso.
En agosto participó en los Juegos Olímpicos de Pekín.
Cerró la temporada siendo tercero en el Giro de Lombardía.

#### 2009: debut en el Tour de Francia
En 2009 participó por primera vez en el Tour de Francia, ocupando la posición 52 a 01:20:20 del vencedor del tour.

#### 2010: dos segundos puestos en Suiza
En 2010, en la cronoescalada que se corrió en el Giro de Italia finalizando en el Plan de Corones con 12 kilómetros de distancia, se ubicó en la séptima casilla a 1 minutos y 33 segundos del ganador Stefano Garzelli del Acqua & Sapone que registró 41'28".

### En el Sky
El 28 de septiembre de 2010 se anunció su fichaje por el Sky Procycling, de categoría ProTour. Dave Brailsford, mánager general del conjunto británico, se refirió a él como un corredor joven con un gran talento que ya había logrado buenos resultados y al que auguraba un gran futuro.

#### 2011: Tour de Francia
El 16 de julio, disputada la 14.ª etapa del Tour de Francia, en la cual arribó en el quinto lugar, subió al podio de esta carrera como el nuevo líder de la clasificación de los jóvenes, enfundándose así el maillot blanco que lo acredita como el mejor ciclista menor de 25 años. Al final del Tour se ubicó en la 6.ª posición de la clasificación de los jóvenes y en la 24.ª de la general a 42 min 26 s del vencedor Cadel Evans.

#### 2012: medalla olímpica
El 22 de marzo logra su primera victoria de la temporada en la cuarta etapa de la Volta a Cataluña, imponiéndose al sprint a Denís Menshov y Sylwester Szmyd en la llegada a la localidad de Ascó.
En el Giro de Italia gana el maillot blanco como mejor joven seguido por su compañero de equipo, el también colombiano Sergio Luis Henao. El 28 de julio el ciclista obtuvo medalla de plata en la prueba de Ciclismo de Ruta en los Juegos Olímpicos Londres 2012 al protagonizar una escapada en los últimos kilómetros del circuito junto con el kazajo Alexander Vinokurov, una hazaña histórica para el país.

#### 2013: Giro de Italia
Sin actuaciones relevantes al principio de la temporada, junto con Sergio Henao llegó al Giro de Italia como uno de los gregarios de Bradley Wiggins para las etapas de montaña. Urán se adjudicó la 10º etapa, disputada el 14 de mayo entre Cordenons y Altopiano del Montasio. El colombiano sacó 20 s de ventaja sobre su compatriota Carlos Betancur, ratificando el buen desempeño histórico de los colombianos en la escalada. Gracias a este rendimiento y al retirarse de la carrera Bradley Wiggins, después de la etapa 12, recibió la capitanía del equipo Sky Procycling. Finalmente terminó en segundo lugar a 4 min 43 s del ganador Vincenzo Nibali, nunca con opciones de victoria, pero siempre muy cerca del podio.

#### Campeonato del Mundo
En el Campeonato del mundo de 2013 realizado en Toscana, Urán fue líder de equipo junto a Nairo Quintana; En la última vuelta del circuito Urán toma la fuga junto a Joaquim Rodríguez, Vincenzo Nibali, Alejandro Valverde y Rui Costa; pero una caída a 9 km de terminar el circuito acaban con las posibilidades de Urán de disputar el pódium. Finalmente terminó 41° a 4 min 27 s del ganador Rui Costa, terminando una destacada actuación de la selección Colombia.

### Líder del Omega Pharma-Quick Step

#### 2014
En el 2014 llegó como líder de su nuevo equipo el Omega Pharma-Quick Step, su máximo objetivo fue el Giro de Italia en donde ganó una etapa de contrarreloj, que lo colocó como el líder de la carrera, siendo el primer colombiano y latinoamericano en vestir la Maglia rosa. Mantuvo el liderato de la carrera durante otras tres etapas, antes de que su compatriota Nairo Quintana se la arrebatara después de ganar la etapa 16 y que finalmente mantuvo hasta el término de la competencia. Urán finalizó, por segundo año consecutivo, segundo en la clasificación general.
Participó en la Vuelta a España, realizando una buena actuación en la primera semana, pues logró un segundo puesto en una etapa contrarreloj, detrás del especialista Tony Martin. Posteriormente, tuvo que abandonar debido a una bronquitis.

#### 2015
La temporada inicia con los Campeonatos de Colombia de Ciclismo donde se corona campeón nacional de ciclismo Contrarreloj en la prueba que se disputó en carreteras antioqueñas sobre 40 kilómetros.
Posteriormente, participó en la Tirreno-Adriático, y al final conseguiría el tercer puesto en la clasificación general. Hizo parte del Giro de Italia, quedando 14° en la general y también del Tour de Francia, donde ocupó la casilla 42° en la general. En septiembre, ganó el Gran Premio de Quebec, celebrado en Canadá.
Más adelante el equipo estadounidense Cannondale-Garmin anuncia el fichaje del corredor antioqueño para la temporada 2016 para ser el líder del equipo en el Giro de Italia.

### Cannondale

#### 2016: Nuevo equipo y adaptación
Inició la temporada con su nuevo equipo estadounidense el Cannondale Pro Cycling Team compitiendo en la Vuelta al Algarve, sin embargo, su calendario fue definido para llegar en las mejores condiciones al Giro de Italia donde partió como líder del equipo, pero su rendimiento en esa competencia no fue el esperado, sin embargo tuvo una recuperación en la última semana, especialmente en la penúltima etapa y logró un 7.º puesto en la clasificación general.
En la parte final de la temporada logró una recuperación de forma, demostrándolo en su participación en varias de las clásicas, en el Gran Premio de Quebec lo intentó lanzando un ataque lejano como el año anterior, aunque esta vez no le alcanzó y ocupó la 10.ª casilla, y en las clásicas de otoño en Italia: fue 3.º en el Giro de Emilia, 3.º en la Milán-Turín y 3.º en el Giro de Lombardía.

#### 2017
Empezó su temporada compitiendo en la Vuelta a Andalucía, donde ocupó el 8.º puesto en la general. Luego participó en la Strade Bianche y en el Gran Premio de Larciano, logrando el 3.er puesto. También participó en la Tirreno-Adriático, ocupando la 8° casilla en la general. Previo al Tour de Francia, tomó parte de la competencia en la Ruta del Sur, quedando 8.º en la clasificación general.
Compitió en el Tour de Francia en donde ganó la etapa 9 de 181 kilómetros disputada entre Nantua y Chambéry y considerada como una de las etapas reina de la prueba. En dicha etapa, una fuerte caída de Richie Porte en el descenso del Mont du Chat ocasionó la caída de Daniel Martin, quien fue parcialmente esquivado por Urán, presentándose un leve golpe que afectó los cambios de su bicicleta. Pese a la avería mecánica, Urán logró mantenerse junto el grupo de favoritos hasta la llegada a meta, en donde buscó la victoria de etapa partiendo de manera anticipada al sprint, pero fue alcanzado en la raya de meta por el francés Warren Barguil (Sunweb), siendo necesaria la verificación del foto-finish para comprobar la victoria de Urán. En las etapas de montaña siempre se mantuvo con el grupo de favoritos, e incluso descontó tiempo en algunas de ellas gracias a las bonificaciones. En la penúltima etapa realizó una buena presentación en la contrarreloj de 22,5 km - donde libró una caída en los últimos metros, tras irse hacia las vallas después de una curva, cediendo al final de la etapa 25 segundos con el líder Froome y tomando 1 minuto y 31 segundos a Romain Bardet para recuperar la segunda posición en la clasificación general. El 23 de julio se corona subcampeón de esta competencia, siendo el tercer colombiano en subir al podio del Tour luego de Fabio Parra y Nairo Quintana y así mismo logrando el quinto podio para Colombia y Latinoamérica en la historia del Tour.

## Libro biográfico
- López López, Andrés (2020). Rigo. Latin Sports. ISBN 9780578702896.

## Adaptaciones para televisión
Estudios RCN produjo una serie de televisión biográfica de drama deportivo que cuenta la historia del ciclista, inspirada en el libro Rigo de Andrés López. Está protagonizada por Juan Pablo Urrego y Ana María Estupiñán, con las participaciones antagónicas de Julián Arango y Daniel Toro. La serie se estrenó el 9 de octubre de 2023 por Canal RCN y posteriormente está disponible en modalidad day and date en Prime Video.

## Fotografías destacadas
|  |  |  |  |  |

|  |  |  |  |

|  |

## Palmarés
| 2004 - Vuelta del Porvenir de Colombia 2005 - Vuelta del Porvenir de Colombia 2007 - 1 etapa de la Bicicleta Vasca - 1 etapa de la Vuelta a Suiza - 2.º en el Campeonato de Colombia Contrarreloj 2012 - 1 etapa de la Volta a Cataluña - Clasificación de los jóvenes del Giro de Italia - 2.º en los Juegos Olímpicos en Ruta - Giro del Piemonte 2013 - 2.º en el Giro de Italia, más 1 etapa 2014 - 2.º en el Giro de Italia, más 1 etapa | 2015 - Campeonato de Colombia Contrarreloj - Gran Premio de Quebec 2017 - 2.º en el Tour de Francia, más 1 etapa - Milán-Turín 2018 - 1 etapa de la Colombia Oro y Paz - 1 etapa del Tour de Eslovenia 2021 - 1 etapa de la Vuelta a Suiza 2022 - 1 etapa de la Vuelta a España |

## Resultados

### Grandes Vueltas
Durante su carrera deportiva ha conseguido los siguientes puestos en las Grandes Vueltas y en los Campeonatos del Mundo:
| Carrera | Carrera         | 2007 | 2008 | 2009 | 2010 | 2011 | 2012 | 2013 | 2014 | 2015 | 2016 | 2017 | 2018 | 2019 | 2020 | 2021 | 2022 | 2023 | 2024 |
| ------- | --------------- | ---- | ---- | ---- | ---- | ---- | ---- | ---- | ---- | ---- | ---- | ---- | ---- | ---- | ---- | ---- | ---- | ---- | ---- |
|         | Giro de Italia  | —    | —    | —    | 35.º | —    | 7.º  | 2.º  | 2.º  | 14.º | 7.º  | —    | —    | —    | —    | —    | —    | Ab.  | —    |
|         | Tour de Francia | —    | —    | 52.º | —    | 24.º | —    | —    | —    | 42.º | —    | 2.º  | Ab.  | 7.º  | 8.º  | 10.º | 25.º | 71.º | —    |
|         | Vuelta a España | —    | —    | —    | 33.º | —    | 29.º | 27.º | Ab.  | —    | —    | —    | 7.º  | Ab.  | —    | —    | 9.º  | —    | Ab.  |

### Vueltas menores
| Carrera | Carrera                | 2007 | 2008 | 2009 | 2010 | 2011 | 2012 | 2013 | 2014 | 2015 | 2016 | 2017 | 2018 | 2019 | 2020 | 2021 | 2022 | 2023 | 2024 |
| ------- | ---------------------- | ---- | ---- | ---- | ---- | ---- | ---- | ---- | ---- | ---- | ---- | ---- | ---- | ---- | ---- | ---- | ---- | ---- | ---- |
|         | París-Niza             | —    | —    | —    | —    | 29.º | 12.º | —    | —    | —    | —    | —    | —    | Ab.  | —    | —    | —    | —    | Ab.  |
|         | Tirreno-Adriático      | —    | —    | —    | 14.º | —    | —    | 25.º | 31.º | 3.º  | 49.º | 8.º  | 10.º | —    | —    | —    | 14.º | —    | —    |
|         | Volta a Cataluña       | 40.º | 2.º  | 13.º | —    | 4.º  | 5.º  | 28.º | 30.º | 5.º  | 10.º | —    | —    | —    | X    | 52.º | —    | 10.º | —    |
|         | Vuelta al País Vasco   | —    | —    | —    | Ab.  | 60.º | —    | —    | —    | —    | —    | 9.º  | Ab.  | —    | X    | —    | 10.º | 18.º | 21.º |
|         | Tour de Romandía       | 59.º | 20.º | 5.º  | —    | —    | —    | —    | 14.º | 5.º  | Ab.  | 21.º | —    | —    | X    | —    | Ab.  | —    | 41.º |
|         | Critérium del Dauphiné | —    | 37.º | 54.º | —    | 28.º | —    | —    | —    | —    | —    | —    | —    | —    | 22.º | —    | —    | —    | —    |
|         | Vuelta a Suiza         | 9.º  | —    | —    | 7.º  | —    | —    | —    | —    | —    | —    | —    | —    | —    | X    | 2.º  | Ab.  | 6.º  | —    |

### Clásicas y Campeonatos
| Carrera                 | Carrera                 | 2007 | 2008  | 2009          | 2010          | 2011          | 2012 | 2013          | 2014          | 2015          | 2016 | 2017          | 2018          | 2019          | 2020          | 2021 | 2022 | 2023 | 2024 |
| ----------------------- | ----------------------- | ---- | ----- | ------------- | ------------- | ------------- | ---- | ------------- | ------------- | ------------- | ---- | ------------- | ------------- | ------------- | ------------- | ---- | ---- | ---- | ---- |
| Strade Bianche          | Strade Bianche          | —    | —     | —             | —             | —             | —    | —             | 55.º          | 7.º           | —    | 64.º          | —             | —             | —             | —    | —    | —    | —    |
|                         | Milán-San Remo          | —    | —     | —             | 81.º          | —             | —    | —             | —             | —             | —    | —             | —             | —             | —             | —    | —    | —    | —    |
| Amstel Gold Race        | Amstel Gold Race        | —    | Ab.   | —             | —             | —             | —    | Ab.           | —             | —             | —    | —             | 77.º          | —             | X             | —    | —    | —    | —    |
| Flecha Valona           | Flecha Valona           | —    | 154.º | —             | —             | 18.º          | Ab.º | 22.º          | —             | —             | —    | 23.º          | 28.º          | —             | 80.º          | —    | 42.º | —    | —    |
|                         | Lieja-Bastoña-Lieja     | —    | 102.º | —             | —             | 5.º           | Ab.  | 53.º          | —             | —             | —    | 21.º          | 54.º          | —             | 15.º          | —    | Ab.  | —    | Ab.  |
| Clásica San Sebastián   | Clásica San Sebastián   | 27.º | —     | —             | —             | 8.º           | 22.º | —             | —             | 10.º          | —    | 23.º          | 6.º           | —             | X             | —    | 9.º  | 64.º | —    |
| Gran Premio de Quebec   | Gran Premio de Quebec   | —    | —     | —             | —             | 3.º           | —    | —             | —             | 1.º           | 10.º | 47.º          | —             | —             | X             | X    | —    | —    |      |
| Gran Premio de Montreal | Gran Premio de Montreal | —    | —     | —             | —             | 45.º          | —    | —             | —             | 25.º          | 29.º | 24.º          | —             | —             | X             | X    | —    | —    |      |
|                         | Giro de Lombardía       | —    | 3.º   | 20.º          | 11.º          | 19.º          | 3.º  | Ab.º          | Ab.º          | —             | 3.º  | 22.º          | 4.º           | —             | —             | —    | 21.º | 35.º |      |
| JJ. OO. (Ruta)          | JJ. OO. (Ruta)          | X    | Ab.   | No se disputó | No se disputó | No se disputó | 2.º  | No se disputó | No se disputó | No se disputó | Ab.  | No se disputó | No se disputó | No se disputó | No se disputó | 8.º  | ND   | ND   | —    |
| JJ. OO. (CRI)           | JJ. OO. (CRI)           | X    | —     | No se disputó | No se disputó | No se disputó | —    | No se disputó | No se disputó | No se disputó | —    | No se disputó | No se disputó | No se disputó | No se disputó | 8.º  | ND   | ND   | —    |
| Mundial en Ruta         | Mundial en Ruta         | —    | —     | 101.º         | —             | 135.º         | 23.º | 41.º          | 27.º          | 32.º          | Ab.  | 27.º          | 33.º          | —             | 24.º          | Ab.  | —    | Ab.  |      |
| Mundial CRI             | Mundial CRI             | —    | —     | —             | —             | —             | —    | —             | —             | 51.º          | —    | —             | —             | —             | —             | 34.º | —    | —    |      |
| Colombia en Ruta        | Colombia en Ruta        | —    | —     | —             | —             | —             | —    | —             | —             | 4.º           | —    | —             | 7.º           | —             | —             | —    | —    | —    | 33.º |
| Colombia en CRI         | Colombia en CRI         | 2.º  | —     | —             | —             | —             | —    | —             | —             | 1.º           | —    | —             | —             | —             | —             | —    | —    | —    | 8.º  |

—: No participa

Ab.: Abandona

X: No se disputó

## Equipos
- Team Tenax (2006)
- Unibet.com (2007)
- Caisse d'Epargne (2008-2010)
- Sky Procycling (2011-2013)
- Quick Step (2014-2015)
  - Omega Pharma-Quick Step (2014)
  - Etixx-Quick Step (2015)
- Cannondale/EF (2016-2024)
  - Cannondale Pro Cycling Team (2016)
  - Cannondale-Drapac Pro Cycling Team (2016-2017)
  - EF Education First-Drapac (2018)
  - EF Education First Pro Cycling Team (2019)
  - EF Pro Cycling (2020)
  - EF Education-NIPPO (2021)
  - EF Education-EasyPost (2022-2024)